# PolyDADMAC
PolyDADMAC ist die Abkürzung für Polydiallyldimethylammoniumchlorid. Bei dieser chemischen Verbindung handelt es sich um ein organisches Polymer. Es wird vorwiegend in der Papierherstellung zur Störstofffixierung (durch Flockung) eingesetzt, um anionische Störstoffe durch seinen kationischen Charakter auf die ebenfalls negativ geladene Cellulosefaser reversibel zu binden.

## Geschichte und Struktur
Dem PolyDADMAC ähnliche Polymere wurden erstmals 1957 hergestellt und untersucht, wobei auffällig war, dass die entstandenen Produkte sehr gut wasserlöslich waren. Dies stand im Gegensatz zu allen anderen damals bekannten Kunststoffen, die aus einem mehrfach ungesättigten Monomer wie beispielsweise aus 1,3-Butadien entstanden. Diese Polymere wie etwa Synthesekautschuk neigen zur Ausbildung dreidimensionaler, vernetzter Strukturen, die für die Wasserunlöslichkeit ursächlich sind. Das PolyDADMAC-Monomer Diallyldimethylammoniumchlorid jedoch bildet zunächst intramolekular eine Zwischenstufe, welche einen Pyrrolidin-Fünfring enthält und erst danach polymerisiert. Diese Struktur wurde 2002 durch NMR-spektroskopische Untersuchungen bewiesen.

## Verwendung
PolyDADMAC wird häufig in der Papierindustrie als Fixiermittel und Störstofffänger verwendet. Es gehört neben Aluminiumsulfat, PEI (Polyethylenimin) und Dicyandiamid-Formaldehyd zu den kationischen Fixiermitteln und wird meist in der Masse (bei der Papierherstellung) eingesetzt.
Die Substanz wird auch zur Verwendung in Privatpools als Bestandteil von Flockungsmitteln und Klarmachern verwendet, weil sie sich zur Anwendung bei der Verwendung von Kartuschenfilteranlagen, oder wenn Sandfilteranlagen statt mit Sand mit sog. Filterballs verwendet werden, eignet.

## Sicherheitshinweise
Bei toxikologischen Untersuchungen im Jahr 1988 an Meerschweinchen, Mäusen und Ratten bewirkte das PolyDADMAC bei allen Tieren erhöhte Schläfrigkeit, Muskelzuckungen, vermindertes Wachstum sowie Einschränkungen der Lungenfunktion. Die Substanz erwies sich bei oraler Gabe als mäßig giftig. Ermittelte orale LD50-Werte lagen bei 1720 mg·kg−1 (Maus), 3000 mg·kg−1 (Ratte) und 3250 mg·kg−1 (Meerschweinchen).